# ウイウイ・スタジオ
株式会社ウイウイ・スタジオは、テレビ技術を専門とする制作技術会社。テレビバラエティーをメインに技術提供を行っている。 1999年3月設立。

## 概要
放送番組、CM、CFの企画・制作を中心に、技術提供、制作協力を行なっている会社である。番組によってはウイウイスタヂオと表記されることもある。

## 会社概要

### 所在地
- 〒162-0066　東京都新宿区市谷台町13番2号　観音ビル1F

### 役員
- 代表取締役社長：小山茂明

### 主要取引先
- 株式会社テレビ朝日
- 株式会社共同テレビジョン
- 株式会社ケイマックス
- 株式会社ストリームズ
- 株式会社テレビ東京
- 株式会社ケーテン
- 株式会社エルコム
- 株式会社クリエイティブ30（旧スーパープロデュース）
- 大映テレビ株式会社

## 主な技術協力番組

### 現在
- タモリ倶楽部（テレビ朝日系）
- グータンヌーボ（関西テレビ制作）※HV撮影

### 過去
- 三宅裕司のドシロウト（山口放送制作）
- 24人の加藤あい（TBS系）
- ロストジェネレーション（日本テレビ系）
- 裸の少年（テレビ朝日系）※HV撮影
- グータンシリーズ（関西テレビ制作）
  - グータン〜自分探しバラエティ〜
  - 空飛ぶグータン
- Matthew's Best Hit TV+（テレビ朝日系）
- Matthew's Best Hit UV（テレビ朝日系）
- 朝までたけし軍団（テレビ朝日系）
- 元祖!でぶや（テレビ東京系）※HV撮影
- 藤原紀香の1ボトル（関西テレビ制作）
- まんとら〜マンガ虎の穴〜（テレビ神奈川制作）
- 旭山動物園日記（北海道テレビ放送制作）